# Santa Isabel (eiland)
Santa Isabel is een eiland in de provincie Isabel in de Salomonseilanden. Het is 2999 km² groot en het hoogste punt is 1250 m.
De volgende zoogdieren komen er voor:
- Phalanger orientalis (geïntroduceerd)
- Wild zwijn (Sus scrofa) (geïntroduceerd)
- Polynesische rat (Rattus exulans) (geïntroduceerd)
- Zwarte rat (Rattus rattus) (geïntroduceerd)
- Solomys sapientis
- Dobsonia inermis
- Macroglossus minimus
- Melonycteris woodfordi
- Nyctimene bougainville
- Nyctimene major
- Pteralopex anceps (onzeker)
- Pteralopex flanneryi
- Pteropus mahaganus
- Pteropus rayneri
- Rousettus amplexicaudatus
- Emballonura dianae
- Emballonura raffrayana
- Anthops ornatus
- Hipposideros calcaratus
- Hipposideros cervinus
- Hipposideros diadema
- Hipposideros dinops
- Miniopterus schreibersii
- Pipistrellus angulatus
- Chaerephon solomonis